# 沈寅初
沈寅初（1938年7月7日—），浙江嵊县人，生物催化和生物农药领域专家。

## 生平
1962年毕业于复旦大学。1964年后进入上海市农药研究所、化工部上海生物化工研究中心工作。1997年当选中国工程院院士。2000年12月至2005年3月担任浙江工业大学校长。2005年5月起任浙江工业大学名誉校长。